# Christelite
La christelite è un minerale.